# Anisophyllum forskalii
Anisophyllum forskalii là một loài thực vật có hoa trong họ Đại kích. Loài này được (J. Gay) Klotzsch & Garcke mô tả khoa học đầu tiên năm 1860.